# هوغو ليوناردو بيريرا ناسيمنتو
هوغو ليوناردو بيريرا ناسيمنتو (بالبرتغالية: Hugo Leonardo Pereira Nascimento‏) (6 يونيو 1987 بريو دي جانيرو في البرازيل - ) هو لاعب كرة قدم برازيلي في مركز الظهير. لعب مع نادي دبرتسني ونادي فاسكو دا غاما وClube 15 de Novembro ‏ ونادي فريبورغنزيه الرياضي.

## وصلات خارجية
- هوغو ليوناردو بيريرا ناسيمنتو على موقع إي إس بي إن إف سي (الإنجليزية)
- هوغو ليوناردو بيريرا ناسيمنتو على موقع Soccerway.com (الإنجليزية)